# La fratellanza dell'ordine
La Fratellanza dell'Ordine (in lingua originale inglese, Faith of the Fallen, "fede del caduto/dei caduti"), è un romanzo fantasy dello scrittore statunitense Terry Goodkind, sesto volume della serie sword and sorcery de La spada della verità, seguito de L'anima del fuoco. È stato pubblicato negli Stati Uniti per la prima volta il 22 agosto 2000, in Italia nel 2003 dalla casa editrice Fanucci, nell'edizione economica è uscito col titolo La Spada della Verità - Volume 6.

## Trama
Nel precedente episodio, la popolazione del regno di Anderith votava per schierarsi a favore dell’Ordine Imperiale, aprendogli l’invasione delle Terre Centrali. In più, Kahlan Amnell, Madre Depositaria e moglie del leader della resistenza, Richard Rahl, subiva un’aggressione, durante la quale perdeva il bambino che portava in grembo. Con l’aiuto della fida Mord-Sith Cara, Richard porta la moglie nei Territori Occidentali, il proprio luogo d’origine, per permetterle di rimettersi. Scopre però che anche lì si è diffusa l’influenza dell’Ordine Imperiale e si ritrova attaccato dai suoi stessi connazionali. Avvilito, Richard dichiara di non credere più che la guerra contro l’Ordine Imperiale abbia speranza di successo, fintantoché i popoli del Nuovo Mondo non comprendano che la posta in gioco sia la propria libertà.
Il trio viene sorpreso da una potente Sorella dell’Oscurità di nome Nicci. Maestra di Richard al Palazzo dei Profeti durante gli eventi de La pietra delle lacrime, caduta successivamente nelle mani dell’imperatore Jagang, Nicci è ascesa a sua favorita e si è fatta un nome nell’Ordine Imperiale per la sua spietatezza e la sua devozione alla causa. La donna lancia un “incantesimo della maternità” su Kahlan, che fa sì che qualunque cosa subisca Nicci sia sofferta anche da Kahlan. Minacciando quindi di uccidere Kahlan, Nicci ordina a Richard di partire con lei alla volta del Vecchio Mondo. L’uomo cede al ricatto. Kahlan e Cara tornano dall’esercito del D’Hara e delle Terre Centrali e ne assumono il comando. Anche i maghi Zedd e Warren e la Priora Verna, capo delle Sorelle della Luce, si uniscono a loro nella resistenza contro l'Ordine Imperiale.
Nicci, facendo passare sé e Richard per una coppia di umili popolani, lo conduce ad Altur’Rang, nel Vecchio Mondo, luogo d’origine dell’imperatore Jagang e sito del Ritiro, il colossale palazzo che Jagang si sta facendo erigere. Nicci afferma di voler dimostrare a Richard come i valori propugnati dall’Ordine Imperiale siano migliori del modello di vita egoistico che difendeva lui nel Nuovo Mondo, segretamente è però anche incuriosita dall'uomo, nel quale le è parso di scorgere qualcosa che le ricorda il defunto padre. Il governo dell’Ordine Imperiale si rivela un regime dirigista, collettivista e socialista, nel quale un'onnipresente amministrazione organizza e gestisce la vita dei cittadini, orientandola interamente al servizio della comunità ed in particolar modo dei bisognosi. Tale modello si rifà all’ideologia della Fratellanza dell’Ordine, un gruppo religioso che considera la vita umana misera ed effimera e gli uomini intrinsecamente fragili e corrotti, la cui unica speranza risiede nell’aldilà, cui si accede solo per grazia del dio Creatore, come ricompensa per il sacrificio di sé in favore degli altri. Fratello Narev, potente incantatore e leader del credo, è il mentore spirituale sia di Nicci che dell’imperatore Jagang.
La vita ad Altur’Rang è desolante, cionondimeno Richard, grazie alla propria operosità ed inventiva, riesce a sfruttare le numerose falle nella burocrazia dell’Ordine Imperiale per mettere in piedi una fiorente attività di trasporto e fornitura dei materiali necessari alla costruzione del Ritiro. Tuttavia, attiratosi l’invidia di un giovane di nome Gadi, viene denunciato alle autorità e, considerato riottoso alla dottrina dell’Ordine, viene arrestato, torturato e infine, per espiare i suoi peccati, condannato a fabbricare una statua da esporre all’ingresso del Ritiro.
Intanto la guerra nelle Terre Centrali procede con estrema brutalità. Grazie ad una sanguinosa guerriglia, le forze guidate da Kahlan infliggono gravi perdite all’Ordine Imperiale. Tuttavia, avendo il nemico a disposizione risorse pressoché illimitate, la donna si rende ben presto conto di poter solo ritardare l’avanzata nemica e ordina quindi la distruzione del Mastio del Mago ad Aydindril, per evitare che l’Ordine Imperiale ne venga in possesso. Un assassino uccide il mago Warren, marito della Priora Verna, e per punizione viene consegnato a Cara. Sotto tortura, il prigioniero rivela di essere quel Gadi che tempo addietro aveva denunciato Richard. Scoperto quindi dove si trova, Kahlan e Cara partono alla volta di Altur’Rang.
Richard intanto costruisce la statua da esporre al Ritiro. Il risultato è una celebrazione dell’amore e della gioia di vivere, che, una volta esposto, viene riconosciuto come un attacco diretto alla Fratellanza dell’Ordine. Richard viene costretto a distruggere la statua, ma la scena suscita tale impressione negli spettatori, da far divampare una rivolta. La stessa Nicci ne è rimasta commossa, rendendosi conto della fallacità delle proprie convinzioni e di amare Richard, per cui si schiera dalla sua parte. Nello scontro che segue, Richard si batte con Fratello Narev e lo strangola.
Calmatasi la lotta, Richard e Kahlan si riuniscono, Nicci libera la Depositaria dall’incantesimo di maternità e chiede loro perdono, mentre le fiamme della ribellione contro l’Ordine Imperiale si diffondono.

## Personaggi
- Richard Rahl
- Kahlan Amnell
- Zeddicus Zu'l Zorander
- Cara Mason
- Nicci
- Jagang
- Verna Sauventreen
- Warren
- Annalina Aldurren
- Fratello Narev
- Victor Cascella
- Benjamin Meiffert

## Sesta regola del mago
In questo volume scopriamo la Sesta Regola del Mago: 

## Edizioni
- Terry Goodkind, La Fratellanza dell'Ordine, traduzione di Nicola Gianni, I ed., Fanucci, 2003,  p. 716, cap. 71.
- La spada della verità - Volume 6, Fanucci Tif Extra, 2 ed., 2011, Cap. 71, pp. 704